# Museo internazionale delle marionette Antonio Pasqualino
Il Museo internazionale delle marionette Antonio Pasqualino di Palermo è un museo di tradizioni popolari di Palermo, intitolato ad Antonio Pasqualino, che raccolse il primo nucleo della collezione di pupi siciliani, burattini e marionette provenienti da tutto il mondo.
Fondato nel 1975 dall'Associazione per la conservazione delle tradizioni popolari, ospita al suo interno una collezione di oltre 5.000 opere, fra marionette, burattini, ombre, automi e macchine sceniche provenienti da tutto il mondo. Tra questi, il museo conserva la più vasta e completa collezione di pupi di tipo palermitano, catanese, napoletano e costituisce un centro per la salvaguardia, conservazione, valorizzazione, promozione e diffusione del patrimonio legato a questa pratica teatrale, rappresentativa dell’identità del territorio.
Ad arricchire la collezione, numerosi materiali utilizzati nelle altre tradizioni del teatro di figura che, come il teatro dell'Opera dei pupi siciliani, sono state dichiarate dall’UNESCO Capolavori del patrimonio orale e immateriale dell’umanità nonché marionette d’artista contemporanee realizzate nell’ambito di spettacoli di nuova produzione del museo.
Per la correlazione e la sinergia fra le sue molteplici attività e funzioni al Museo internazionale delle marionette Antonio Pasqualino, delineatosi sempre di più come un “museo della performance”, è stato assegnato nel 2001 il premio antropologico “Costantino Nigra” per la sezione musei e a ottobre 2017 il Premio ICOM Italia – “Museo dell’anno” che ne ha premiato l’attrattività in rapporto al pubblico.

## Storia
La storia del Museo è legata alla figura di Antonio Pasqualino, scomparso nel 1995, medico chirurgo e antropologo di Palermo che nella seconda metà del Novecento si impegnò in prima linea per la salvaguardia, promozione e rivitalizzazione dell’Opera dei pupi in un periodo di profonda crisi per questa pratica performativa tradizionale. Nel 1965, Antonio Pasqualino istituì a Palermo, insieme a un gruppo di intellettuali, l’Associazione per la conservazione delle tradizioni popolari e, insieme alla moglie Janne Vibaek, avviò la raccolta di molte testimonianze: dai testi di scena ai pupi fino ai teatrini e agli arredi, evitandone così la dispersione e l’oblio.
La trasformazione economica e sociale dell’Italia e della Sicilia a metà del secolo scorso provocò l’allontanamento del pubblico tradizionale – prevalentemente composto da uomini delle classi subalterne che iniziarono a non riconoscersi più nei modelli veicolati dalle storie e dai personaggi protagonisti degli spettacoli. Svuotati del pubblico tradizionale, i teatri di tutta la Sicilia cominciarono a chiudere mentre i pupari iniziarono a dedicarsi ad attività più proficue, spesso vendendo, svendendo o regalando i loro cosiddetti “mestieri”, ovvero l'insieme degli oggetti necessari per la messa in scena degli spettacoli.
Dopo dieci anni di impegno, l’Associazione fondò nel 1975 il Museo internazionale delle marionette con lo scopo di restituire alla cittadinanza il patrimonio che nel frattempo Antonio Pasqualino aveva acquisito: un mestiere di Opera dei pupi di scuola palermitana, appartenente alla storica famiglia di Gaspare Canino, e uno di scuola catanese, proveniente dal teatro di Natale Meli.
Sin da subito, Il Museo coniugò l’attività propriamente museografica di conservazione e salvaguardia del patrimonio, con una intensa attività teatrale. Già nel 1975, fu organizzata la prima "Rassegna dell’opera dei pupi" a cui annualmente venivano invitati a partecipare pupari da tutta la Sicilia con lo scopo di rinsaldare il rapporto tra i marionettisti siciliani e nuove frange di pubblico e favorire così la trasmissione – ancora oggi affidata all'oralità – del vasto patrimonio di conoscenze di cui essi erano e sono depositari.
Nel 1985, la Rassegna dell'opera dei pupi è diventato Festival di Morgana aprendosi a tradizioni del teatro di figura di altri Paesi del mondo e all'arte contemporanea. Ancora oggi annualmente il Museo organizza il Festival, invitando compagnie tradizionali e contemporanee dall'Italia e dall'estero e integrando i programmi teatrali con attività correlate tra cui mostre, convegni e laboratori didattici.

### L'associazione per la conservazione delle tradizioni popolari
L’Associazione per la conservazione delle tradizioni popolari è stata istituita nel 1965 per volontà di Antonio Pasqualino, con il coinvolgimento di un gruppo di studiosi ed intellettuali.
Da oltre cinquanta anni l'Associazione è impegnata nella salvaguardia delle tradizioni popolari e in particolare nella salvaguardia e promozione del teatro dell’Opera dei pupi sciiliani. Tale impegno si è esplicitato nel supporto alla candidatura presso l’UNESCO dell’opera dei pupi siciliana, proclamata nel maggio 2001 Capolavoro del patrimonio orale e immateriale dell’umanità e iscritta nel 2008 nella Lista rappresentativa del patrimonio culturale immateriale dell'umanità.
Nel 2018 l'Associazione ha promosso l'istituzione della “Rete italiana di organismi per la tutela, promozione e valorizzazione dell’Opera dei pupi", riconosciuta dal Ministero per i Beni e le attività culturali e del turismo quale organismo territoriale competente in materia di salvaguardia e rappresentativo della tradizione dell’Opera dei pupi siciliana. La Rete riunisce 13 compagnie di pupari siciliani e diversi enti culturali e di ricerca italiani (tra i quali l'Istituto Centrale per il patrimonio immateriale, la Società Italiana per la Museografia e i Beni Demoetnoantropologici-SIMBDEA, la Fondazione Ignazio Buttitta e l’Associazione culturale Kiklos).  L'Associazione, in qualità di soggetto referente della Rete, è responsabile della redazione del “Piano delle Misure di salvaguardia dell’Opera dei pupi siciliani” che mira a favorire un'efficace pianificazione delle azioni di salvaguardia, promozione e valorizzazione dell’elemento dell’Opera dei pupi nell’ambito di una governance partecipata e di un progetto di sviluppo sostenibile, coerente con le Direttive operative della Convenzione Unesco per la salvaguardia del patrimonio culturale immateriale del 2003.
A ciò si aggiunga che, nel 2014 l’Associazione è stata accreditata quale organizzazione non governativa consulente del Comitato Intergovernativo del Patrimonio Culturale Intangibile UNESCO (numero di iscrizione NGO-90316); nel 2015, l’Associazione è stata iscritta all’Anagrafe Nazionale delle Ricerche del Ministero dell'Istruzione, dell'Università e della Ricerca (codice identificativo 000358_ART3) e dal 2018, rientra tra gli Istituti culturali di rilevante e accertato valore riconosciuti dal Ministero per i Beni e le Attività Culturali; nel 2019 infine è stata accolta dall’AICI – Associazione delle Istituzioni di Cultura Italiane.

### Museo della performance
Il Museo internazionale delle marionette sin dalla sua fondazione intreccia l’attività museale con quella performativa: prima essenzialmente di continuità tradizionale e di riproposta, in seguito anche di ricerca e innovazione. Sin dalle origini dunque non si configura come un luogo di conservazione di cose morte, ma si adopera per la rivitalizzazione delle pratiche performative tradizionali. L'annuale “Festival di Morgana”, nato come Rassegna dell'opera dei pupi, da un lato permette di approfondire il patrimonio siciliano e dell’Italia meridionale mentre dall'altro ricolloca in una dimensione di dignità professionale i pupari attraverso lo scambio con marionettisti da tutto il mondo e artisti contemporanei ponendo altresì le basi per uno studio delle pratiche teatrali extraeuropee sia in rapporto al teatro di figura in senso stretto, sia in rapporto alle forme di teatro rituale tradizionale. Nel corso degli anni, il Museo amplia ulteriormente il suo orizzonte impegnandosi nella produzione di spettacoli anche di innovazione, grazie alla collaborazione con scrittori, pittori, artisti visivi e musicisti contemporanei (tra cui Calvino, Guttuso, Kantor, Baj, Pennisi). Questa attività di scambio con compagnie italiane ed estere nel campo delle arti performative tradizionali e del teatro e dell'arte contemporanei, ha consentito l’acquisizione di materiali sia di interesse demoetnoantropologico, sia di interesse artistico consolidando quella immagine di museo della performance e della responsabilità patrimoniale, che continua la sua fervida attività tra ricerca comparativa, sperimentazione museografica, riproposta di spettacoli e supporto alle compagnie dei pupari.

## La collezione
Il percorso espositivo espone una vasta collezione di figure animate (pupi, marionette, burattini, ombre), attrezzature sceniche e cartelli di provenienza nazionale e internazionale. Molti sono utilizzati nelle otto pratiche performative di diverse culture e tradizioni che, come il teatro dell'Opera dei pupi siciliani, sono state dichiarate dall’UNESCO “Capolavori del patrimonio orale e immateriale dell’umanità”. Il percorso include altresì le marionette d’artista contemporanee gran parte delle quali sono state realizzate nell’ambito di spettacoli di nuova produzione del Museo.

### L'Opera dei pupi e gli altri patrimoni UNESCO
I primi nuclei della collezione del Museo si formarono intorno all'Opera dei pupi siciliani. Oggi il Museo custodisce la più vasta e completa collezione di pupi di Palermo, Catania e Napoli e conserva fra l’altro i materiali completi provenienti da tre teatri: uno di tradizione palermitana, appartenuto a Gaspare Canino di Alcamo; uno di tradizione catanese, appartenuto a Natale Meli di Reggio Calabria; uno di tradizione napoletana appartenuto alla famiglia Perna di Frattamaggiore. Carinda è il pupo più antico del Museo: datata 1828, proviene dal teatro della famiglia Canino e, secondo la tradizione di famiglia, fu il primo pupo armato ad essere costruito da Don Liberto Canino.
Il Museo espone inoltre altre collezioni dichiarate dall'UNESCO “Capolavori del patrimonio orale e immateriale dell’umanità”: il Ningyo Johruri Bunraku giapponese, il Wayang Kulit indonesiano, il teatro delle ombre cambogiano Sbek Thom, le maschere-marionette della Nigeria-Benin denominate Gelede, il teatro delle marionette della Corea Namsadang Nori - Kkoktu-gaksi Norum , il Karagöz turco e le marionette Rūkada Nātya dello Sri Lanka.

### Figure animate in Europa e in Oriente
La collezione include marionette e burattini del Nord Italia, dell'Italia meridionale (tra cui le guarrattelle napoletane e i tutui siciliani) e di altri paesi europei nonché numerosi esemplari provenienti dall’Asia: ombre indiane, marionette a bastone e figure bidimensionali giavanesi (Wayang golek e Wayang klitik), marionette a filo birmane (Yoke thai tabin) e indiane (Kathputli), marionette acquatiche del Vietnam (Mua roi nuoc), ombre della Malesia, del Siam, della Cina. Proviene dalle Nuove Ebridi una rara marionetta Temes nevinbur.

### Figure animate africane
In Africa il teatro delle marionette è ricchissimo di forme e manifestazioni diverse con aspetti sacri e aspetti ludici ed è rappresentato nella collezione dalle marionette del Mali, dette Do, utilizzate nel teatro dei Bambara, il primo teatro di marionette africano a essere conosciuto in Europa; i già citati Gelede della Nigeria-Benin e le marionette a bastone del Congo denominate Kebe kebe, adoperate dalla popolazione dei Mbochi e dai Kuyu, legate principalmente al culto degli antenati. 

### Il Contemporaneo
Nel Giardino d'inverno - spazio dedicato anche agli allestimenti temporanei - e nelle altre sale del Museo sono esposte le opere d'arte contemporanea realizzate per tre spettacoli che tra gli anni Ottanta e Novanta furono prodotti dal Museo internazionale delle marionette in collaborazione riconosciuti artisti: le scenografie di Renato Guttuso, utilizzate nello spettacolo Foresta-radice-labirinto di Italo Calvino, regia di Roberto Andò (1987); le marionette e macchine sceniche realizzate dall’artista e regista polacco Tadeusz Kantor, per lo spettacolo Macchina dell’amore e della morte (1987); e i pupazzi di Enrico Baj, realizzati per lo spettacolo Le bleu-blanc-rouge et le Noir dell’Arc-en-terre di Massimo Schuster (1990). Di recente acquisizione sono le marionette da tavolo che Enrico Baj realizzò per altri due spettacoli di Massimo Schuster: Roncisvalle e Mahabharata.

### Percorso espositivo
Il Museo si sviluppa su tre livelli e accoglie al suo interno numerosi spazi espositivi, un bookshop, una biblioteca, una videoteca, una nastroteca e una sala capace di ospitare una cospicua programmazione teatrale.
| Piano terra   | Biglietteria |
| Piano terra   | Bookshop |
| Primo piano   | Wayang kulit e wayang klitik, ombre indonesiane |
| Primo piano   | Sbek Thom, ombre cambogiane |
| Primo piano   | Tholobomalatta e Togalu bombe, ombre indiane dell'Andra Pradesh e del Mysore |
| Secondo piano | Scenografie, marionette e macchine sceniche degli spettacoli: Foresta, radice, labirinto di Italo Calvino, scenografie di Renato Guttuso, regia di Roberto Andò; Macchina dell'amore e della morte di Tadeusz Kantor; Le bleu-blanc-rouge et le Noir dell’Arc-en-terre di Massimo Schuster, marionette di Enrico Baj; Roncisvalle e Mahabharata di Massimo Schuster, marionette di Enrico Baj. |
| Secondo piano | Yoke thay thabin, marionette birmane a fili |
| Secondo piano | Bunraku - Ningyō jōruri, marionette del Giappone |
| Secondo piano | Rukada, marionette a filo dello Sri Lanka |
| Secondo piano | Kathputli, marionette del Rajastan |
| Secondo piano | Marionette africane: Do, marionette del Mali; Kebe kebe, marionette del Congo; Gledé, maschere-marionette degli Yoruba |
| Secondo piano | Temes nevinbur, marionetta delle Nuove Ebridi |
| Secondo piano | Mua roi nuoc, marionette acquatiche del Vietnam |
| Secondo piano | Marionette e burattini tradizionali del nord Italia, da Francia, Spagna e Regno Unito |
| Secondo piano | Marionette a filo dal Teatro dei piccoli di Vittorio Podrecca |
| Secondo piano | Hun krabok, marionette della Thailandia |
| Secondo piano | Namsadang Nori - Kkoktu-gaksi Norum, burattini della Corea |
| Secondo piano | Wayang golek, marionette giavanesi a bastone |
| Secondo piano | Pupi di stile palermitano, catanese e napoletano |
| Secondo piano | Sala teatrale |

### La Biblioteca Giuseppe Leggio e gli Archivi multimediali
Al Museo è annessa la Biblioteca “Giuseppe Leggio”, che raccoglie 30.000 volumi su pupi, marionette e sulle tradizioni popolari. È rara la collezione di copioni manoscritti risalenti all’Ottocento e all'inizio del Novecento, appartenuti ai pupari Gaspare Canino e Natale Meli, nonché la raccolta di dispense cavalleresche edite tra la fine del XIX e l’inizio del XX secolo, in particolare la prima edizione della Storia dei Paladini di Francia di Giusto Lodico, che costituisce ancor oggi la principale fonte per la messinscena degli spettacoli tradizionali. Altre sezioni sono dedicate alle tradizioni popolari, all’antropologia culturale, all’etnografia, alla museografia, alla linguistica, alla didattica, alla storia siciliana, al teatro, all’arte e alla letteratura. Nel 2006 la Biblioteca è entrata a far parte del polo bibliotecario nazionale (Polo SBN della Biblioteca Comunale di Palermo).
Il Museo custodisce inoltre un archivio multimediale. La fototeca conserva le foto degli oggetti per l’Inventario e degli allestimenti che si sono succeduti nelle diverse sedi del Museo e all’interno di ognuna; le foto degli spettacoli nonché delle diverse iniziative realizzate nel corso degli anni con particolare riferimento alle iniziative di studio (convegni, conferenze, seminari), le mostre in Italia e all’estero. L’audio-videoteca conserva bobine di registrazioni vocali inerenti spettacoli di varie forme di teatro di figura, interviste e conferenze risalenti agli anni Sessanta e già trasferite su CD; registrazioni su audiocassette; video-registrazioni e materiali raccolti in parte per conto della Discoteca di Stato e in collaborazione con l’Istituto di Storia delle tradizioni popolari dell’Università di Palermo. Questi materiali sono stati digitalizzati o sono in corso di digitalizzazione e sono tutti consultabili su richiesta. Gli archivi multimediali vengono regolarmente incrementati grazie all’incessante attività di documentazione svolta dall’Associazione.

## Galleria d'immagini

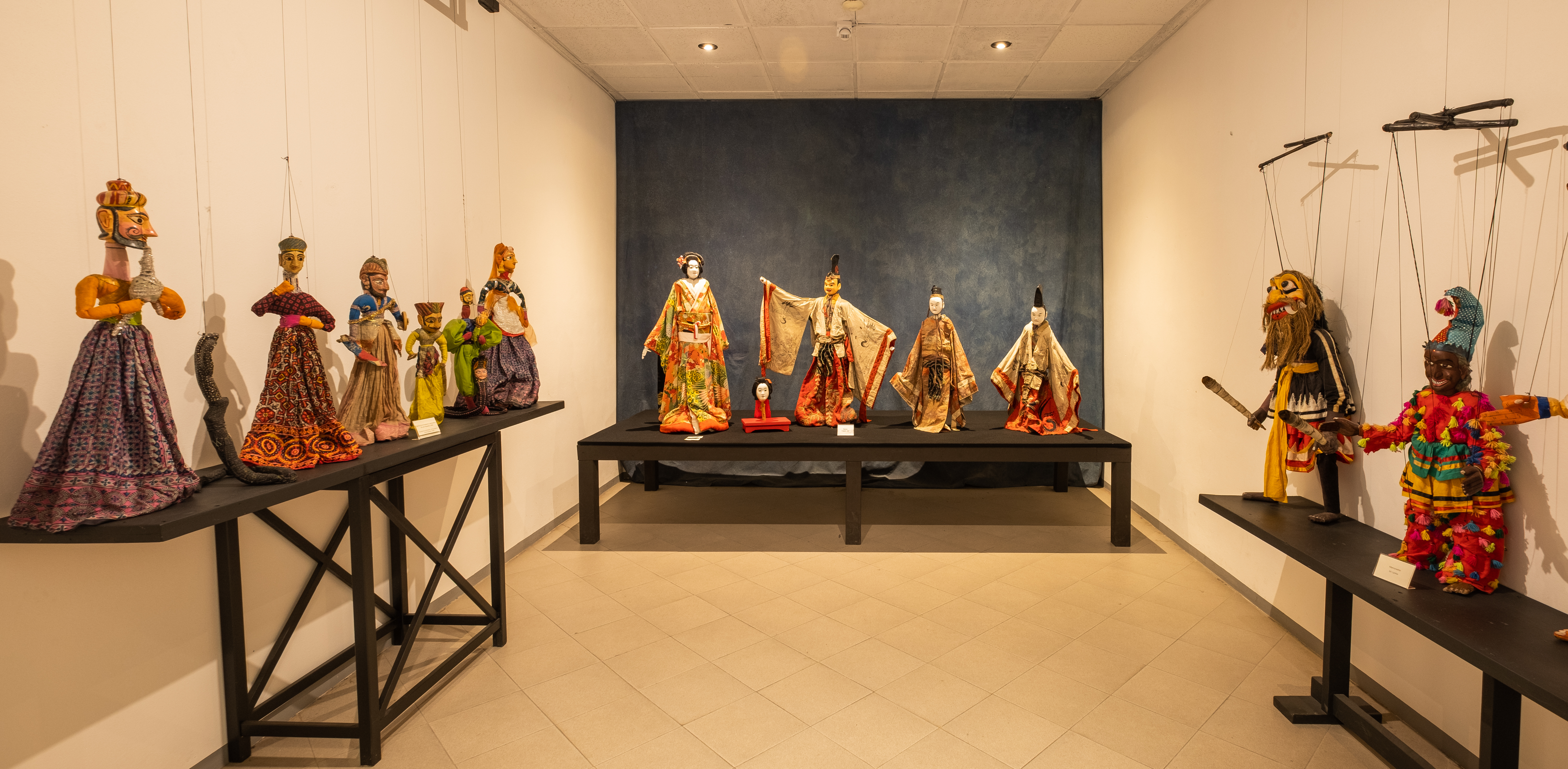
Museo internazionale delle marionette Antonio Pasqualino, sala delle ombre orientali: Rukada Natya (Srilanka) e Ningyo Johruri Bunraku (Giappone)
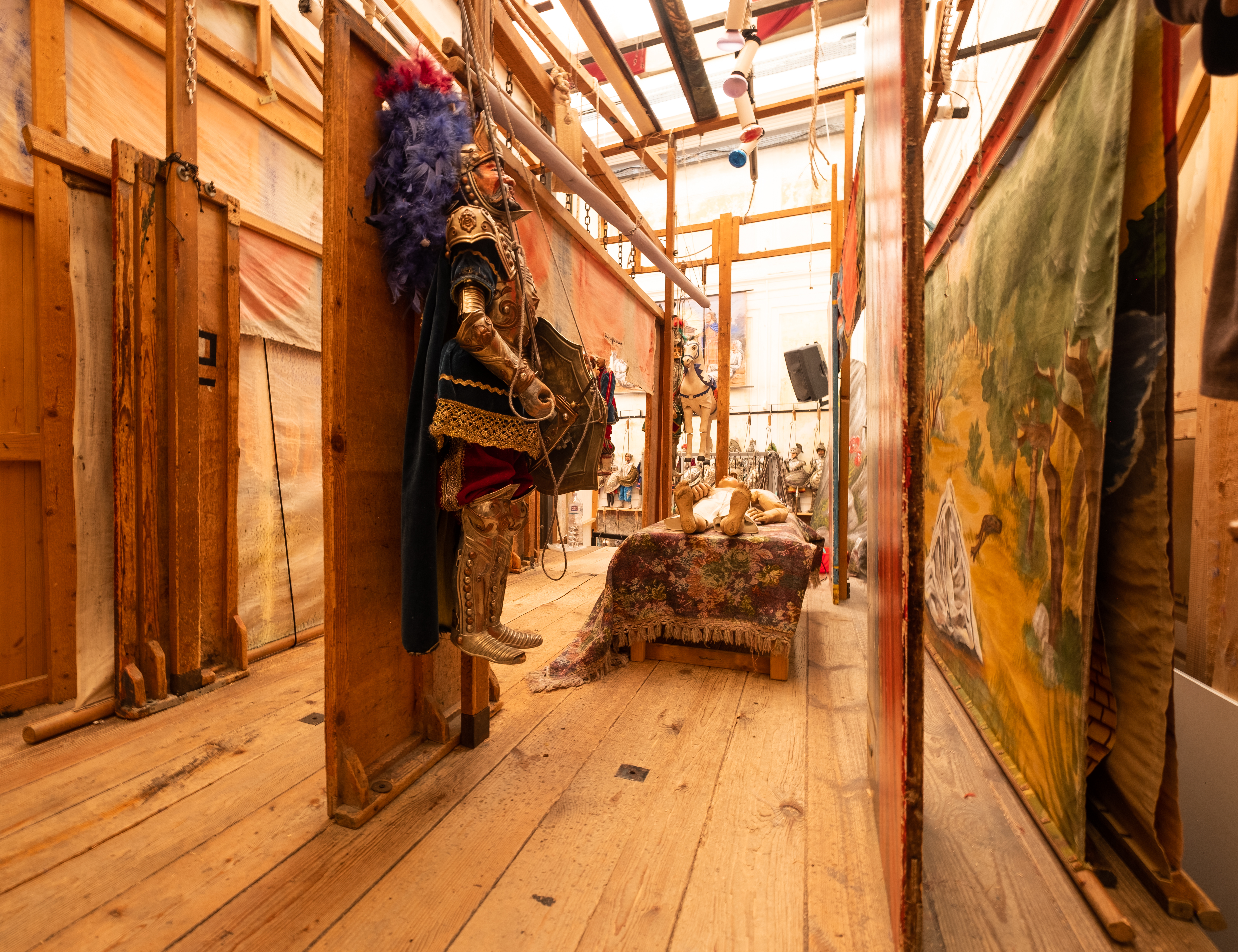
Teatro di opera dei pupi palermitana, backstage - Museo internazionale delle marionette Antonio Pasqualino
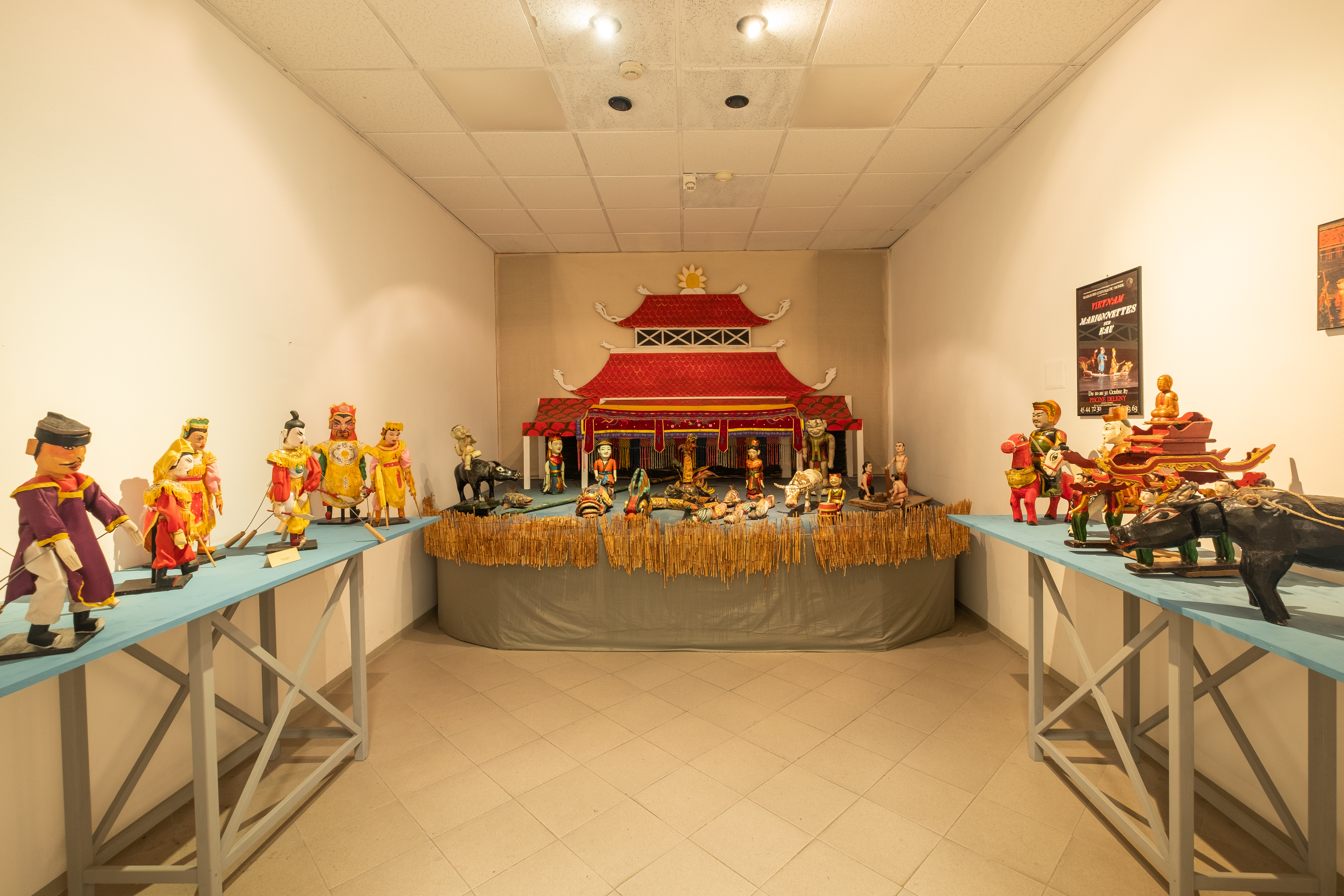
Museo internazionale delle marionette Antonio Pasqualino, Sala delle figure orientali: marionette acquatiche e marionette a bastone del Vietnam
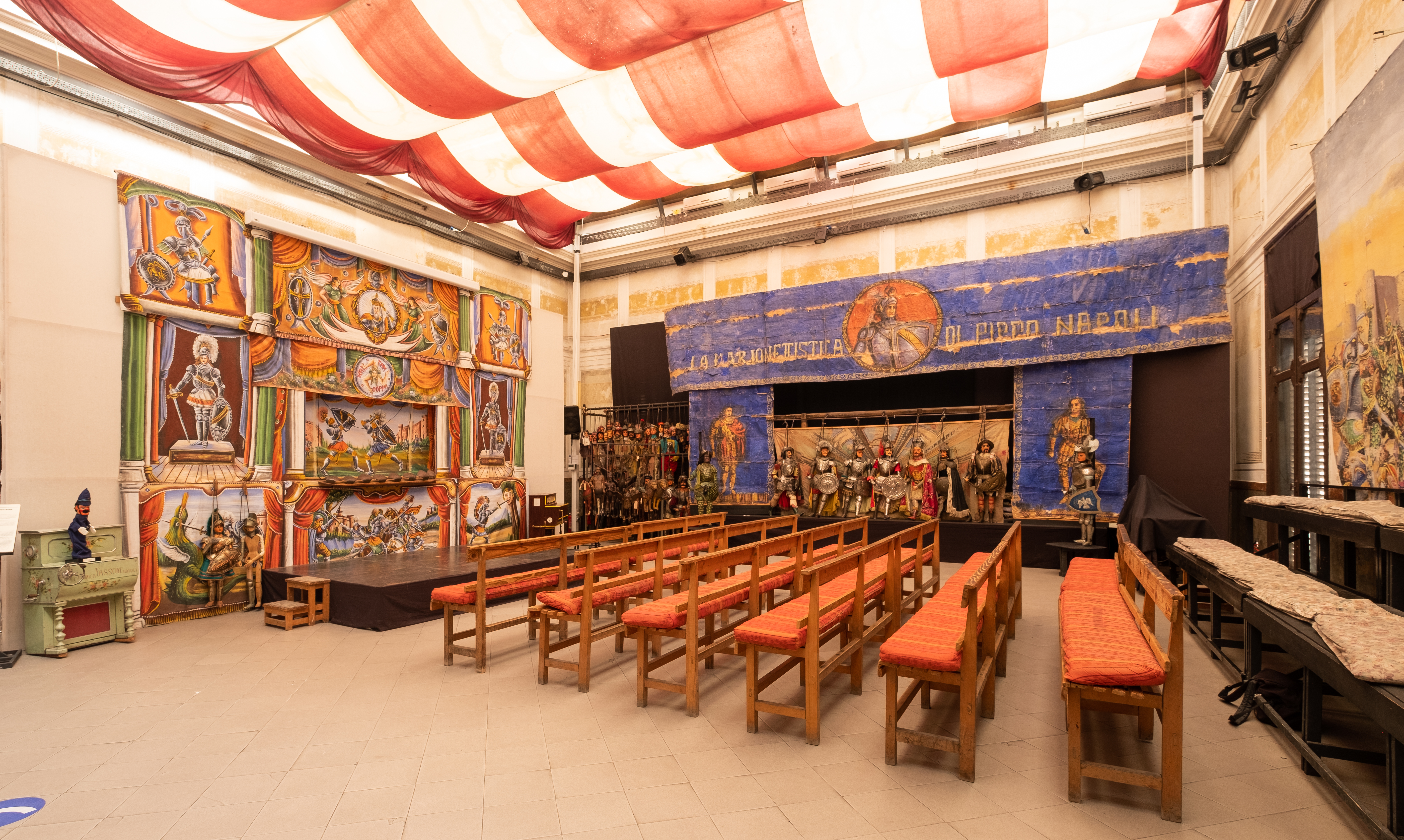
Museo internazionale delle marionette Antonio Pasqualino, Sala teatrale
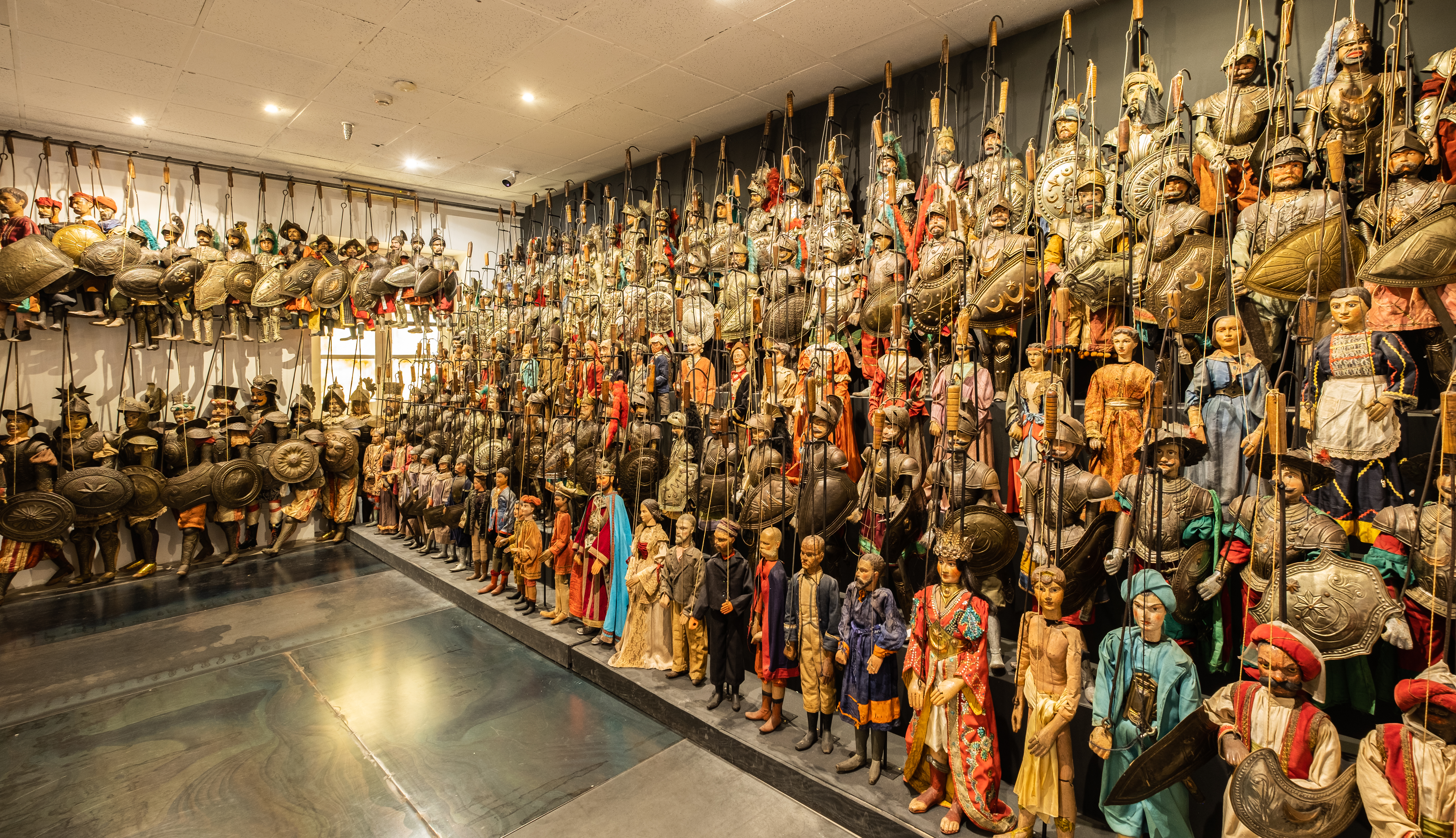
Museo internazionale delle marionette Antonio Pasqualino, Sala dell’Opera dei pupi
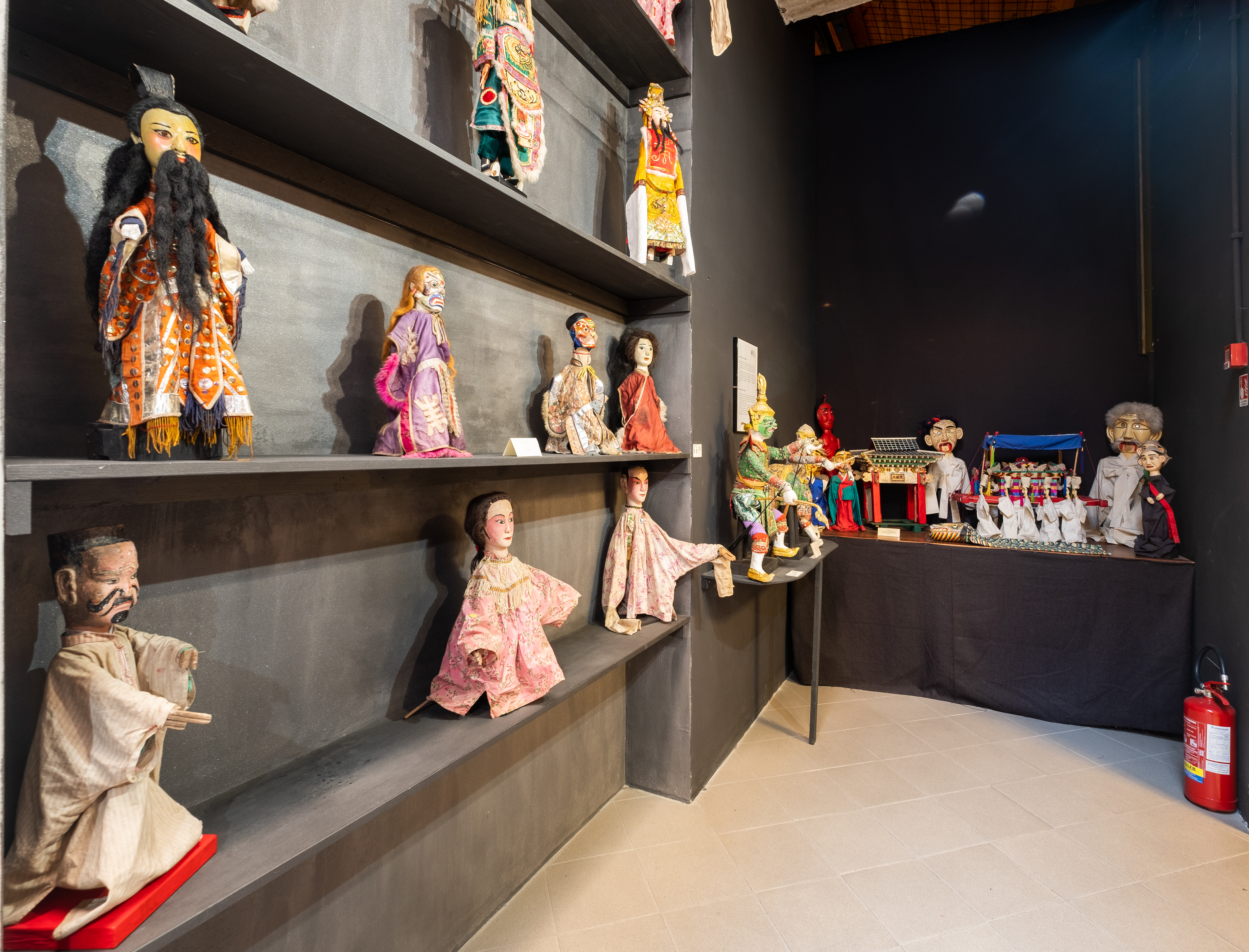
Antonio Pasqualino International Puppet Museum, Oriental puppets room: marottes and glove puppets from China, Thailand and Korea (Koktu Kaksi) - Palermo
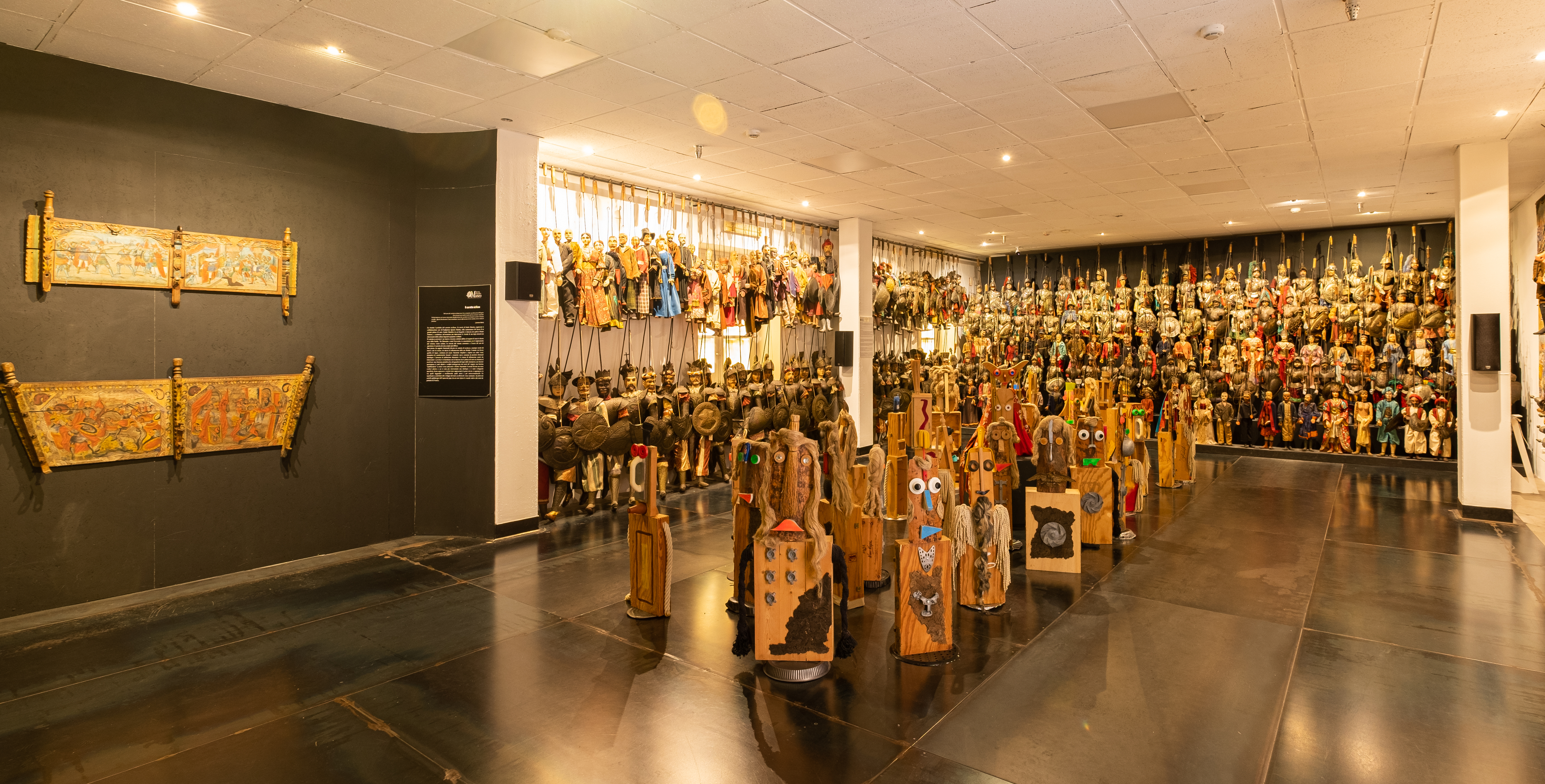
Museo internazionale delle marionette Antonio Pasqualino, Sala dell’opera dei pupi
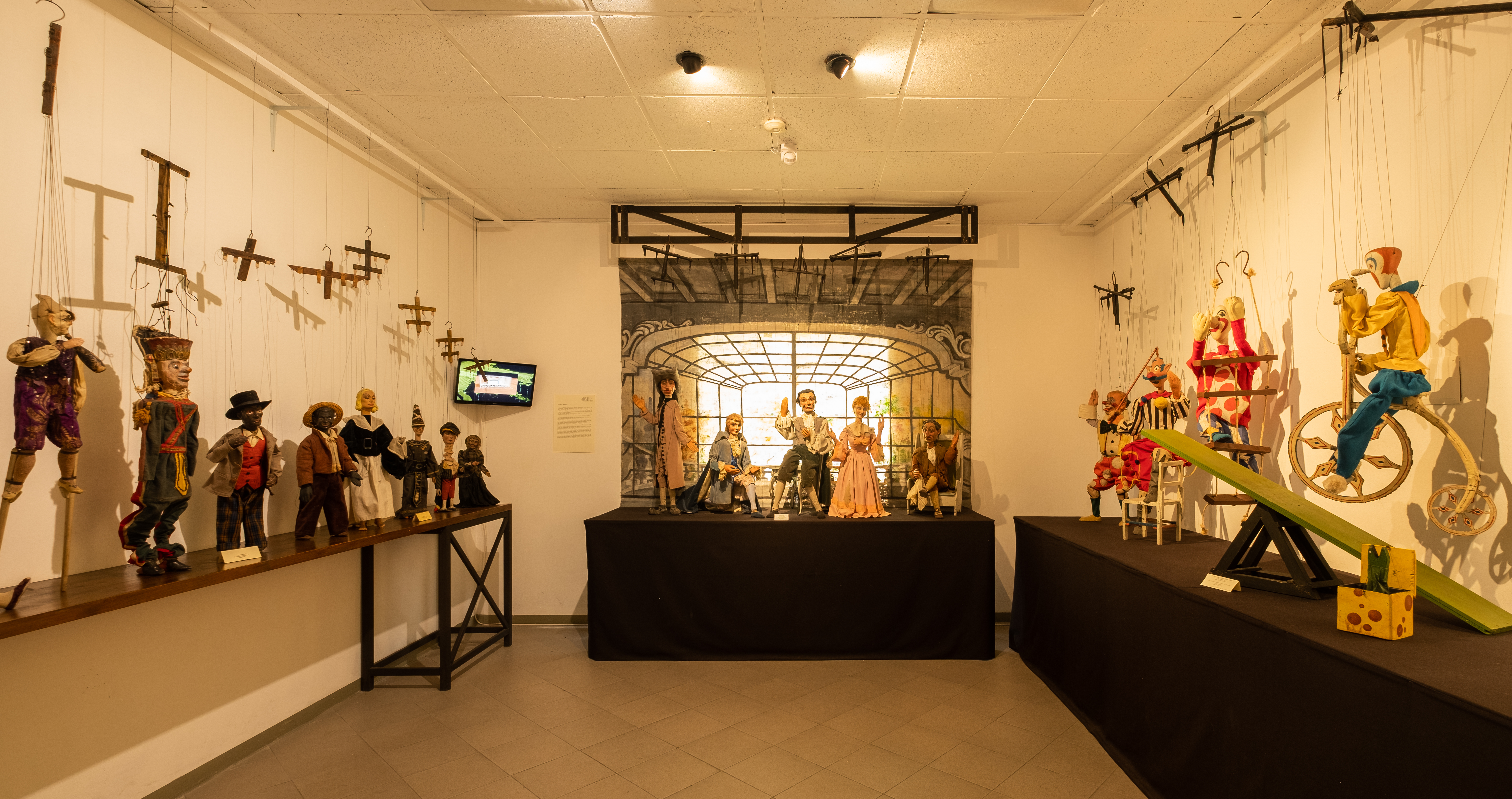
Museo internazionale delle marionette Antonio Pasqualino, Sala delle marionette a filo italiane
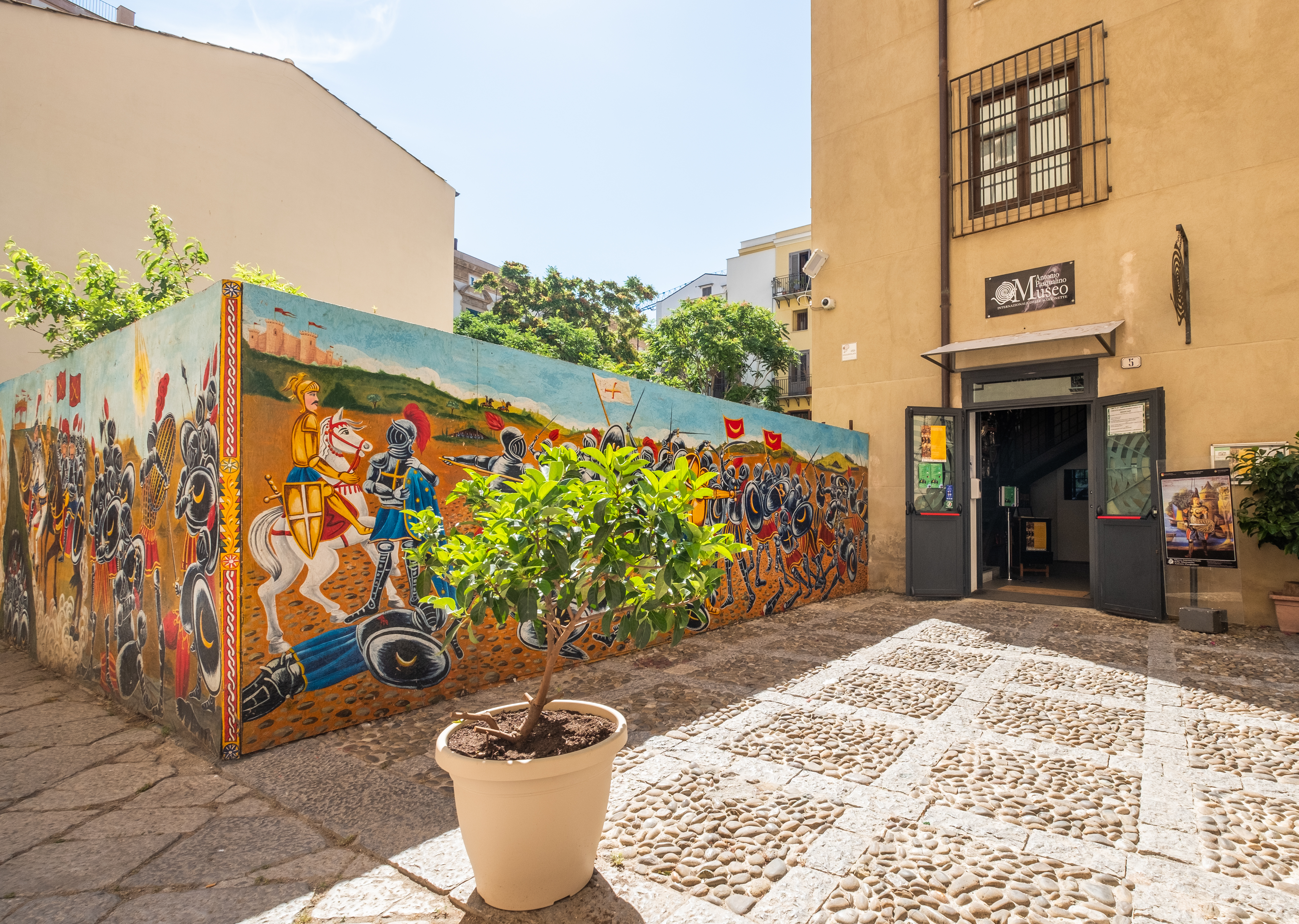
Museo internazionale delle marionette Antonio Pasqualino, Ingresso
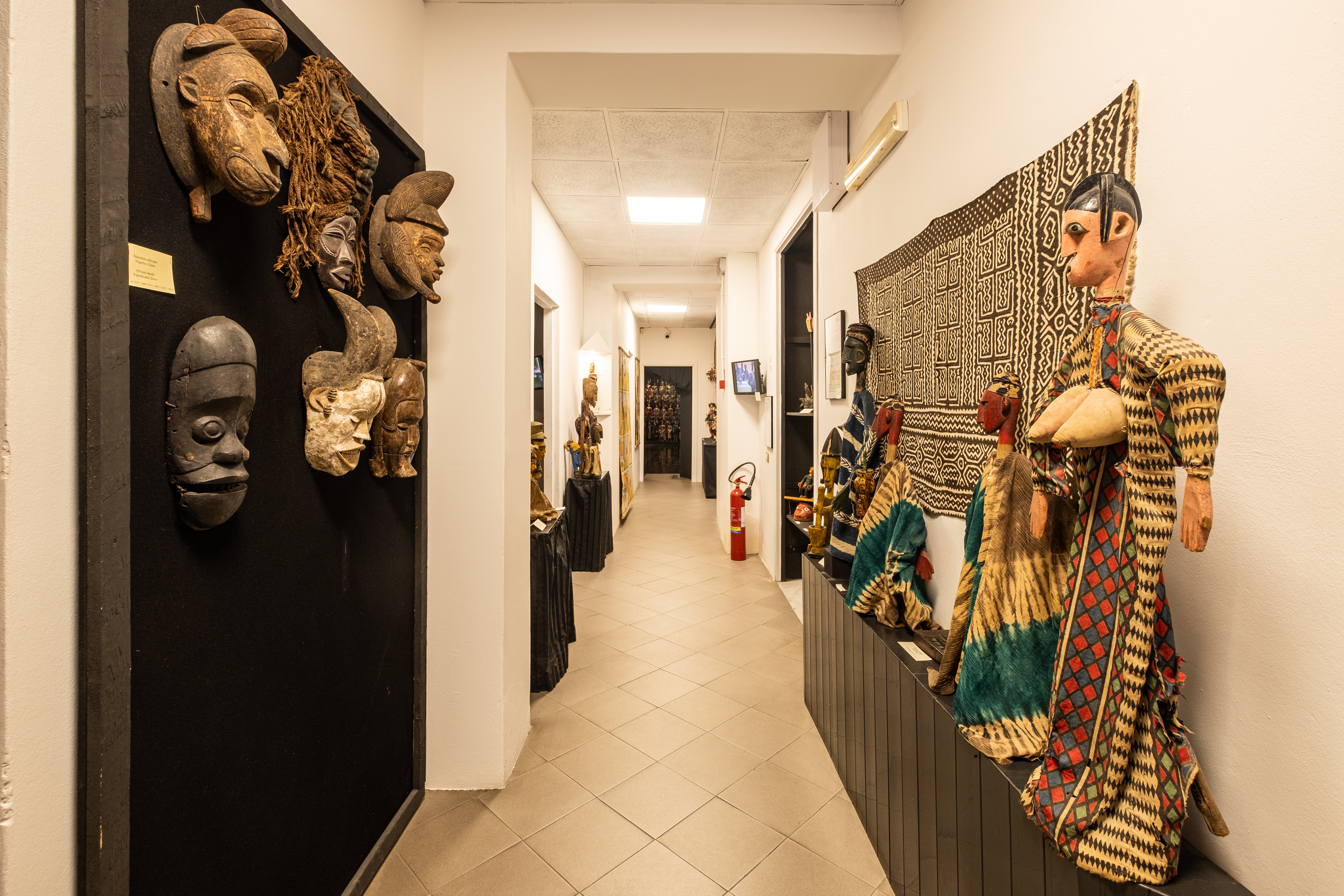
Museo internazionale delle marionette Antonio Pasqualino, Sala delle figure africane
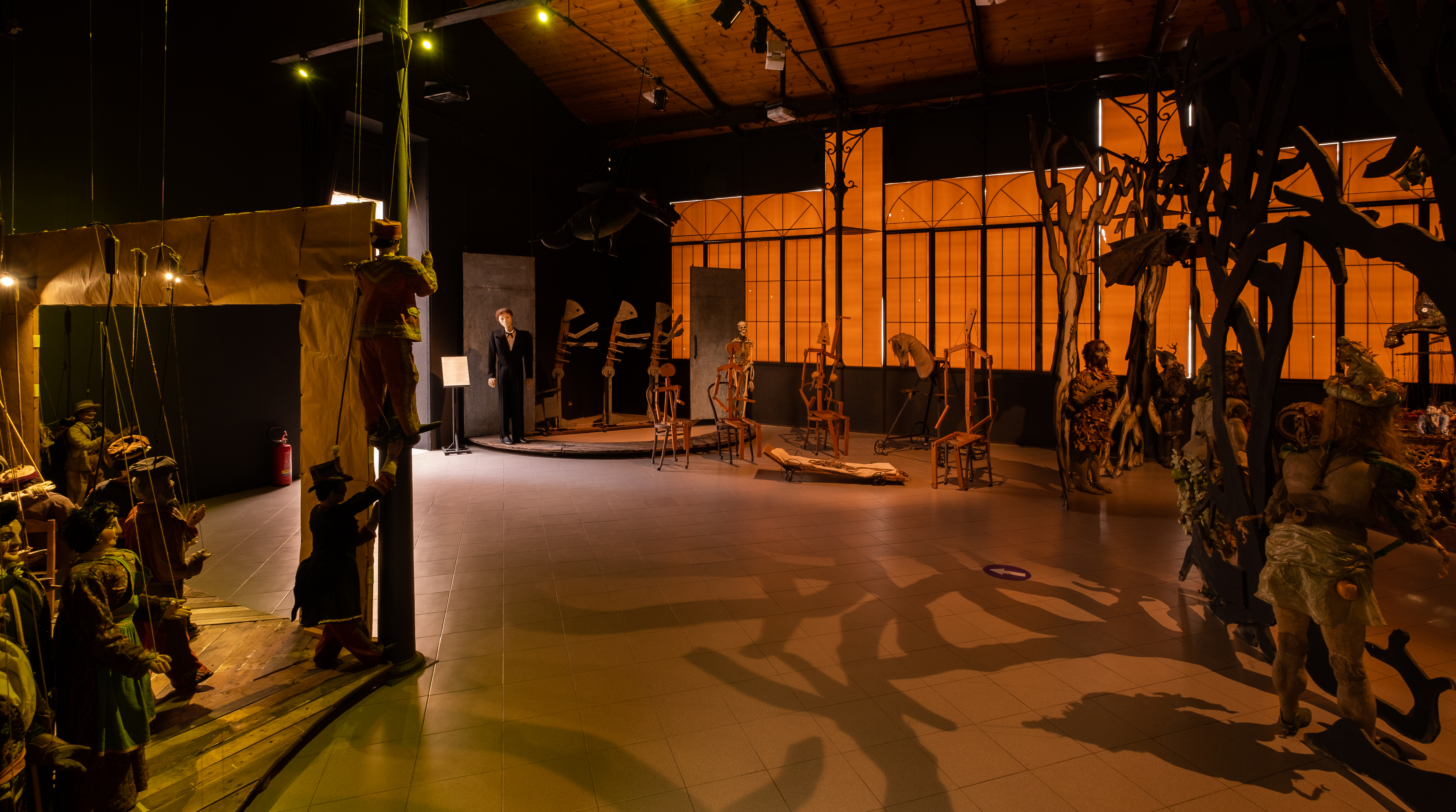
Museo internazionale delle marionette Antonio Pasqualino, Giardino d’inverno
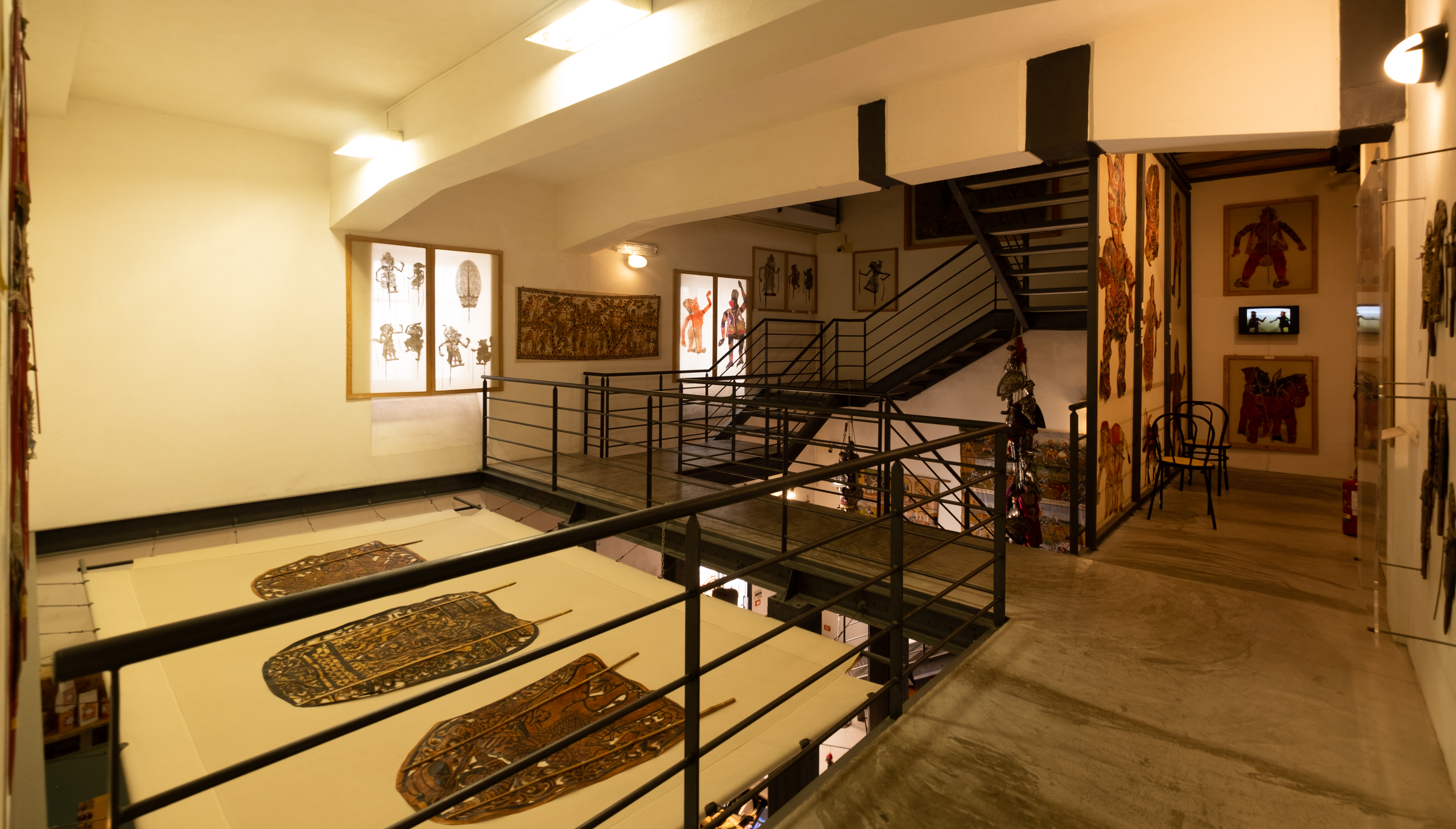
Museo internazionale delle marionette Antonio Pasqualino, Giardino d’inverno
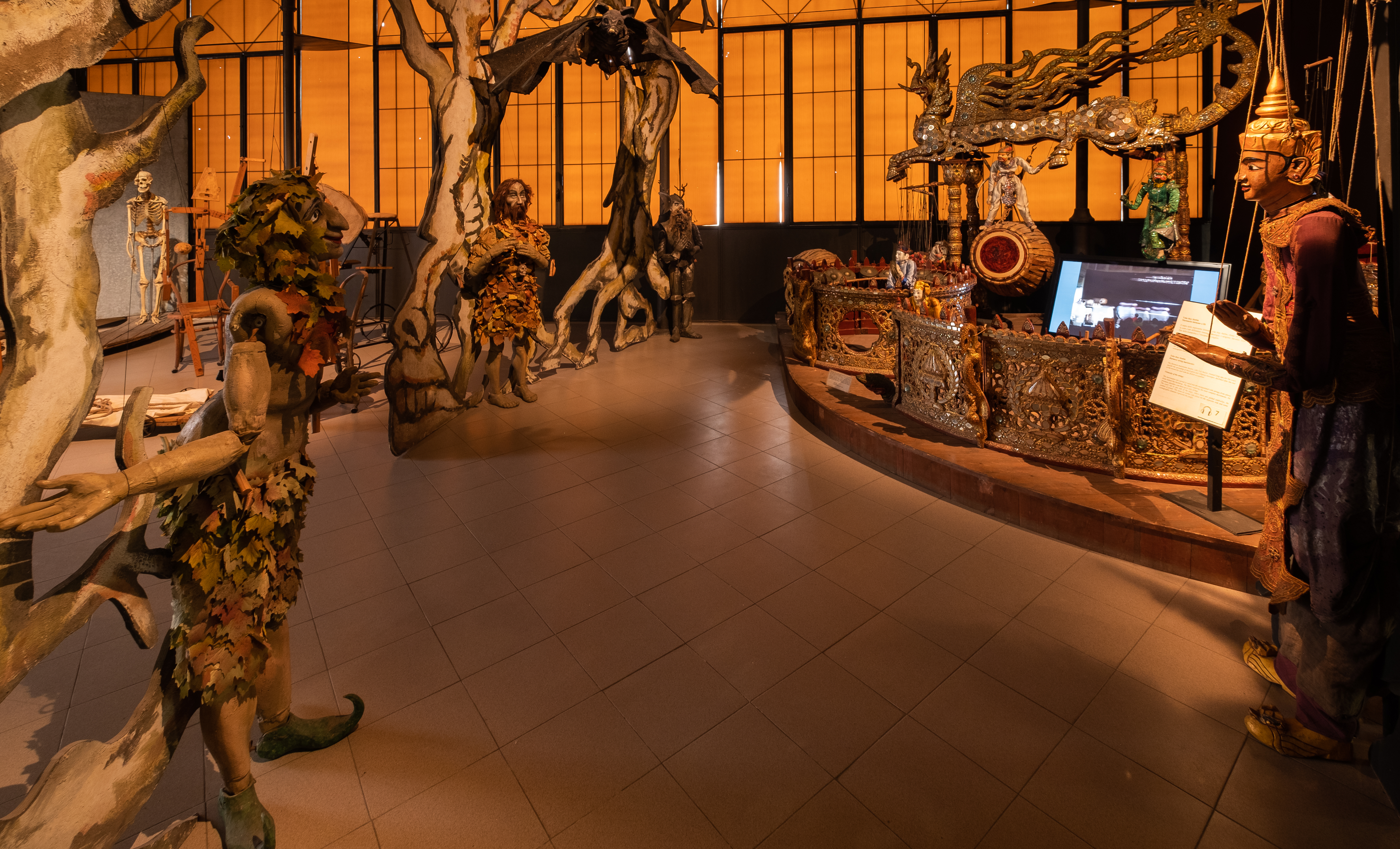
Museo internazionale delle marionette Antonio Pasqualino, Giardino d’inverno
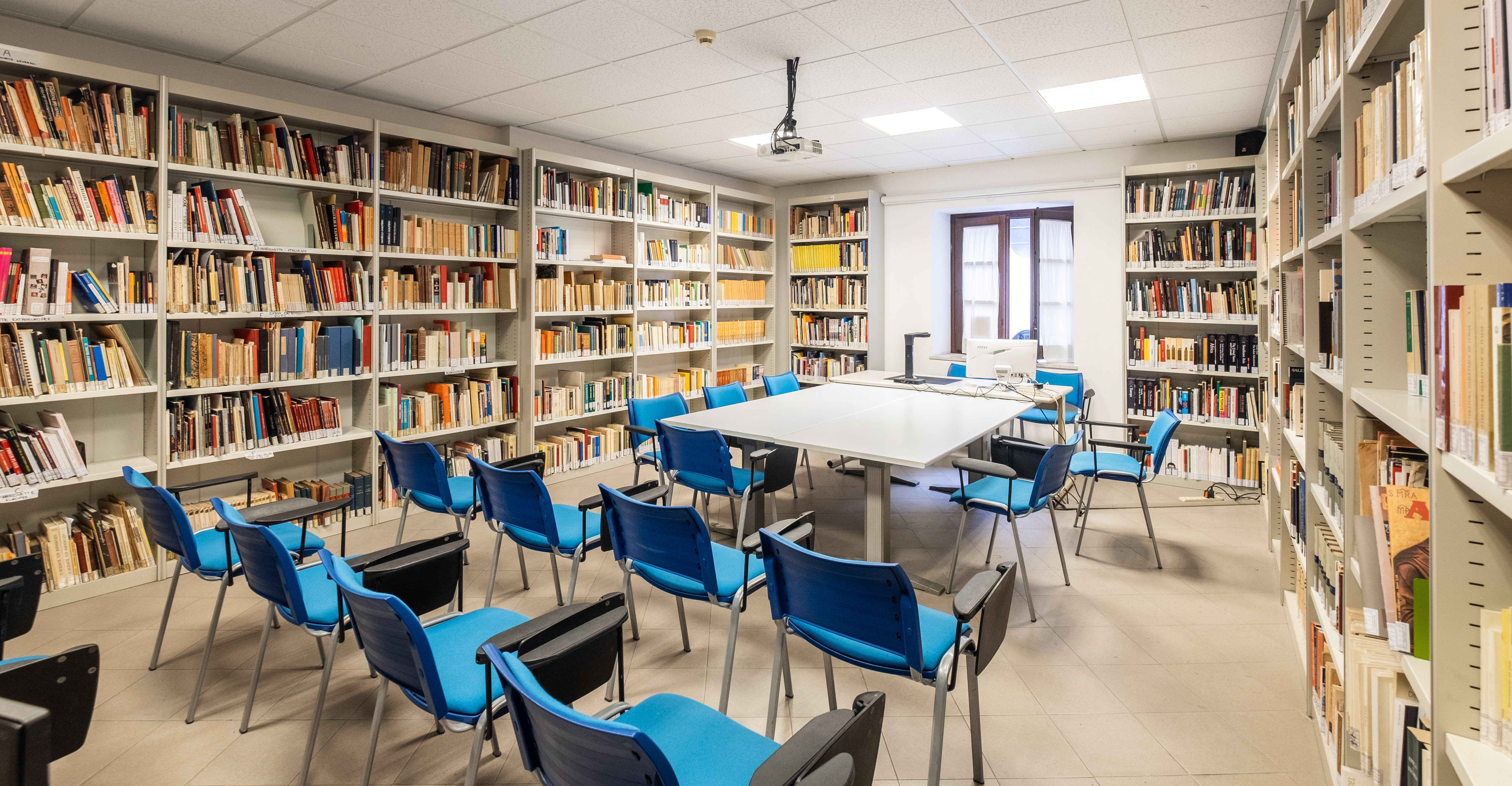
Sala lettura della Biblioteca Giuseppe Leggio - Museo internazionale delle marionette Antonio Pasqualino, Palermo

### Sitografia
- Comunicato stampa - Premio Icom Italia - Museo dell'anno, su google.com. URL consultato il 22 giugno 2022.
- XLVI Festival di Morgana, su festivaldimorgana.it. URL consultato il 9 maggio 2022 (archiviato dall'url originale il 19 aprile 2022).
- Misure di salvaguardia - Opera dei pupi siciliani, su operadeipupi.it. URL consultato il Giugno 2022.
- Registro delle ONG accreditate - Unesco, su ich.unesco.org. URL consultato il giugno 2022.
- Anagrafe Nazionale delle ricerche, su anagrafenazionalericerche.mur.gov.it. URL consultato il giugno 2022.
- Sito istituzionale AICI, su aici.it. URL consultato il Consultato a giugno 2022.
- Biblioteca Giuseppe Leggio dell'Associazione per la conservazione delle tradizioni popolari e del Museo internazionale delle marionette, su anagrafe.iccu.sbn.it. URL consultato il giugno 2022.